# Étalans (ancienne commune)
Étalans est une ancienne commune française située dans le département du Doubs en région Bourgogne-Franche-Comté.
Le 1er janvier 2017, elle fusionne avec les communes de Charbonnières-les-Sapins et de Verrières-du-Grosbois. Ces trois communes donnent alors naissance à la commune d'Étalans qui prend le statut administratif de commune nouvelle.

## Géographie

### Les environs
Étalans est entouré de nombreux villages. Fallerans, est un petit village situé à 3,5 km, qui partage une école avec Étalans. Un peu plus loin, Valdahon est la ville la plus proche à 5 km.
Étalans est aussi situé à 5 km de Charbonnières-les-Sapins, village accueillant le Dino-Zoo.
Le village est également à 30 km de Besançon.

### Les transports
Le village est au centre du département. C'est pourquoi il possède sur son territoire le Rond-point de l'Alliance, symbolisant ce point particulier.
Étalans est situé à l'intersection de deux grandes routes : la N 57 entre Besançon et Pontarlier, et la Départementale 461 en direction de Valdahon et de la frontière Suisse à 50 km.
La ligne de TER Besançon - La Chaux-de-Fonds passe aussi par la gare d'Étalans. Elle dessert Besançon (gares Viotte et Mouillère) Morre, Mamirolle, Saône, L'Hôpital-du-Grosbois, Valdahon et Morteau.

### Le territoire
Le village, s'élevant à 588 mètres d'altitude, est composé d'anciens quartiers ruraux, mais s'est développé en construisant des lotissements. Sur le territoire de la commune se trouvent des forêts de chasse, des champs, mais aussi un étang et le gouffre de Poudrey.

## Toponymie
Athalens en 1049 ; Atalens en 1118 ; Athalans à la fin du XIVe siècle ; Estalans au XVe siècle, au XVIIIe siècle ; Étalans depuis le XIXe siècle - Hameau d'Oupans : Opens en 1049 ; Houpans au XIVe siècle ; Oupans depuis le XVe siècle.

## Histoire

### Quelques repères historiques

#### De l'Antiquité au Moyen Âge
Le passage de Jules César entre Besançon et Lausanne, a laissé quelques traces localement. Étalans (Estalanus) et son hameau Oupans, sont cités dès 1049. Au début de la féodalité, les terres appartiennent aux seigneurs de Montfaucon et à la noble famille de Durnes. Dès 1260, l'Archevêque Guillaume de la Tour accorde aux habitants des lettres d'affranchissement, qui ne les libèrent toutefois pas des impôts indirects et des charges du château.

#### Le château

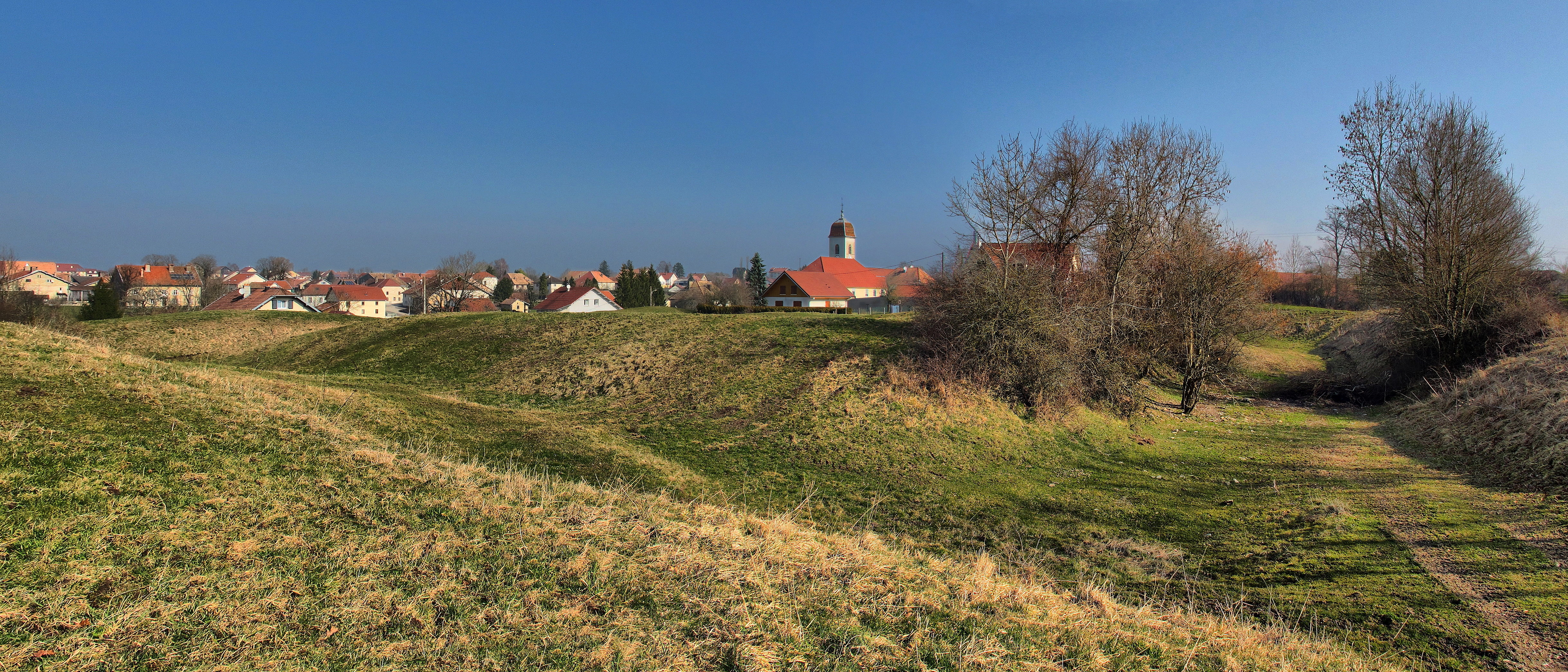
Vestiges du château des Archevêques

L'Archevêché de Besançon est aussi propriétaire de certaines parcelles et y élève un château entre 1260 et 1298. Brûlé et ruiné par les Suédois en 1639, et il ne reste qu'une enceinte rectangulaire de 120 mètres sur 110 mètres, avec un parapet et des fossés. Inscrit à l'inventaire des monuments historiques depuis 1983, l'ensemble est engazonné et ne laisse apparaître aucune maçonnerie.

#### Pendant la révolution
Pendant la Révolution française, le village étant bien d'église, les sans-culottes tuèrent et massacrèrent sans merci. Les prêtres qui avaient alors été expulsés, s'étaient réfugiés en Suisse, et revenaient clandestinement au moulin Breuillot (dit Bacaca) pour marier et baptiser. La population avant 1790 était de 1 000 âmes, après être descendue à 700 (révolution oblige) est remontée progressivement jusqu'à nos jours.

#### Les échanges desXIXeetXXesiècles
De 1800 à 1900, Étalans devint prospère, grâce aux transports réguliers ; d'abord la diligence et ensuite le chemin de fer qui facilitèrent grandement les échanges. Des foires agricoles sont organisées à la fin du XIXe siècle. Des concours de chevaux se déroulaient anciennement sur l'ancien champ de foire.
Aujourd'hui demeurent deux grands évènements de cette époque, la foire aux fleurs et le concours de chevaux en été.

### Blason
C'est Guillaume II de la Tour qui nous apporte ses premières armoiries : Le franc canton : pièce carrée plus petite que le franc-quartier et occupant environ le neuvième de la partie supérieure gauche de l'écu. Celui-ci est couleur azur.

La bande : pièce honorable délimitée par deux segments de droite parallèles, tracés de l'angle dextre du chef l'angle senestre de la pointe. La bande recouvre environ le tiers de la surface de l'écu (corps du blason = champ) celle-ci est « gueules ».

Au début de la féodalité ce sont les seigneurs de Montfaucon qui coiffent toute la région de même que l'influente famille noble de Durnes possède dès le XIIe siècle une partie importante du territoire d'Étalans.
« Agis bien et ne crains rien »
Au mois d'avril 1253 Jean de Durnes reprend en fief les châteaux d'Etrabonne, des Vaites, de Guillaume de la Tour et lui cède, moyennant 300 livres, tous ses droits sur Étalans.
Ce sont là deux familles ayant grande importance sur le territoire communal. ce qui nous donne pour les seigneurs de Montfaucon : deux bars adossés (azur) sur un fond métal or. La famille noble de Durnes nous apporte le lion ; celui-ci est sable « lampassé » de gueules, armé également de griffes gueules (lampassé : du francisque lampos, qualifie la langue des mammifères et en particulier des fauves, lorsqu'elle est d'un émail particulier : ex. un lion d'or lampassé de gueules).
Voilà donc réunis, au point de vue historique, les différentes armes ayant appartenu à ces anciennes familles et qui ont permis de reconstituer et de redessiner les armoiries d'Étalans.
En ce qui concerne la devise adoptée par Étalans (agis bien et ne crains rien), elle figurait sur la maison Guinchard au centre du village, et a été choisie parmi quatre possibles.
La famille Dondey d'Étalans a réalisé une très bonne et très longue étude sur ce sujet, vous en avez ici qu'un bref résumé.

### Personnalités liées à la commune
- Eugène Cusenier, né à Étalans le 15 octobre 1832,fut le fondateur de la maison Cusenier, distillerie installée en 1868 à Ornans. Il développa par la suite l’affaire à Paris, Mulhouse et Marseille. Eugène Cusenier innova pour la création des liqueurs. Il est mort à Paris en 1894.
- Elisée Cusenier, né à Étalans le 26 avril 1851, succéda à son frère Eugène à la tête de la distillerie d’Ornans. Il fut aussi bienfaiteur de Besançon, il légua dans son testament sept millions de francs répartis entre des œuvres différentes. Après la mort de son frère, il eut un rôle prépondérant dans la distillerie Eugène Cusenier fils aîné and Cie. Il est à l’origine de la création d’usines à Marseille, Bruxelles et Buenos Aires. Il a été maire d’Étalans durant une vingtaine d’années. Excellent agronome, il présida la Société d’agriculture du Doubs. Il est mort le 17 novembre 1928 à Besançon.

## Politique et administration
| Période                                  | Période          | Identité           | Étiquette | Qualité |
| ---------------------------------------- | ---------------- | ------------------ | --------- | ------- |
| avant 1981                               | ?                | Victor Peseux      |           |         |
| 1990                                     | 2008             | Maurice Thiébaud   |           |         |
| 2008                                     | 31 décembre 2016 | Jean-Marie Roussel |           |         |
| Les données manquantes sont à compléter. |                  |                    |           |         |

Étalans n'est jumelée avec aucune commune étrangère.

## Urbanisme
Depuis 2001, la municipalité a entrepris la construction du lotissement du Sous-Oupans. Ce lotissement d'habitations regroupe aujourd'hui 30 maisons individuelles. 
Ce projet s'inscrit dans le cadre du développement de la commune. Devant la demande croissante de la population, le lotissement accueille aujourd'hui plusieurs nouvelles familles.
À ce projet s'ajoute en 1998 la création de l'espace Douge. Ce lieu au cœur de la commune comprend un centre aéré l'été, une bibliothèque municipale et un parc à accès libre pour tous avec une aire de jeu pour enfants.

## Démographie
L'évolution du nombre d'habitants est connue à travers les recensements de la population effectués dans la commune depuis 1793. À partir du 1er janvier 2009, les populations légales des communes sont publiées annuellement dans le cadre d'un recensement qui repose désormais sur une collecte d'information annuelle, concernant successivement tous les territoires communaux au cours d'une période de cinq ans. 
Pour les communes de moins de 10 000 habitants, une enquête de recensement portant sur toute la population est réalisée tous les cinq ans, les populations légales des années intermédiaires étant quant à elles estimées par interpolation ou extrapolation. Pour la commune, le premier recensement exhaustif entrant dans le cadre du nouveau dispositif a été réalisé en 2004,.
En 2014, la commune comptait 1 236 habitants, en évolution de +9,09 % par rapport à 2009 (Doubs : +2,04 %, France hors Mayotte : +2,49 %).
| 1793 | 1800 | 1806 | 1821 | 1831 | 1836 | 1841 | 1846 | 1851 |
| ---- | ---- | ---- | ---- | ---- | ---- | ---- | ---- | ---- |
| 565  | 632  | 713  | 702  | 761  | 900  | 930  | 858  | 844  |

| 1856 | 1861 | 1866 | 1872 | 1876 | 1881 | 1886 | 1891 | 1896 |
| ---- | ---- | ---- | ---- | ---- | ---- | ---- | ---- | ---- |
| 867  | 847  | 904  | 762  | 718  | 715  | 729  | 632  | 618  |

| 1901 | 1906 | 1911 | 1921 | 1926 | 1931 | 1936 | 1946 | 1954 |
| ---- | ---- | ---- | ---- | ---- | ---- | ---- | ---- | ---- |
| 618  | 649  | 640  | 611  | 561  | 654  | 656  | 675  | 671  |

| 1962 | 1968 | 1975 | 1982 | 1990 | 1999 | 2004  | 2009  | 2014  |
| ---- | ---- | ---- | ---- | ---- | ---- | ----- | ----- | ----- |
| 634  | 706  | 844  | 771  | 904  | 925  | 1 011 | 1 133 | 1 236 |

## Vie locale

### Activité économique

#### Fruitière
Le village possède une fruitière connue pour sa production de comté. 21 agriculteurs adhèrent à la coopérative fondée en 1926.

La production est estimée à environ 10 000 meules de comté par an. Le comté ainsi fabriqué possède le label européen AOC.

Depuis 2011, la fruitière d'Étalans a entrepris des travaux d'agrandissement afin d'augmenter encore sa production.

#### Zone d'activité de la croix de Pierre
Étalans a entrepris en 2004 la création d'une zone d'activité (Tranche 1) au niveau du rond-point de l'Alliance. Plusieurs entreprises se sont d'ores et déjà installées. Cette ZA représente quinze hectares divisés en seize parcelles.

Étalans a entrepris en 2013 (janvier à mars) l'extension de la zone d'activité (Tranche 2) près de la tranche 1, divisée en neuf parcelles réparties sur environ neuf ou dix hectares, dont quatre ont été attribués à Vieille Matériaux et deux à TP Dromard.

#### Médecine
La commune accueille trois médecins dans un cabinet généraliste. Situé sur le champ de foire, il est situé à proximité d'une pharmacie construite en 2000.

#### Commerces
Étalans accueille deux salons de coiffure, l'entreprise de matériaux Vieille, un dépôt de pain, un commerce de proximité, un électricien, deux garages de réparation de voitures, une entreprise de location de véhicules et une société de vente et location de remorques. S'y ajoutent la ZA de la Croix de Pierre et le restaurant du champ de foire.

### Enseignement
Une école existe regroupant les enfants d'Étalans et de Fallerans. Le complexe regroupe écoles maternelle et primaire, la majorité des classes se situant sur le site d'Étalans.

Les effectifs, en progression constante, ont conduit à un agrandissement du site d'Étalans en 2009.

Au total, l'école accueille plus de 150 élèves.

## Patrimoine

### Lieux et monuments
- Ancien château des Archevêques, aujourd'hui en ruines et enterré.
- Maison d'Elisée Cusenier, inscrite monument historique en 2013.
- École primaire d'Etalans.
- Gouffre de Poudrey.
- L'église Saint-Nicolas détenant une précieuse Vierge à l'Enfant en bois doré du XVIIIe.
- Le lavoir.
- Gare d'Étalans.
- Rond-point de l'Alliance. En son centre trône une sculpture monumentale de Paul Gonez[Note 2]. Intitulée Alliances, elle a été réalisée en 1996 à la demande de la DDE du Doubs. Deux grands cercles verticaux de 7 mètres de hauteur, ainsi que d'autres pièces, balanciers et contrepoids symbolisent la mécanique horlogère. En 1986, l'itinéraire Besançon-Le Locle qui passe par ce rond-point, a été baptisé route des microtechniques.
- Espace Douge comprenant un centre aéré et une bibliothèque municipale.
- Salle des fêtes.
- Caserne des pompiers.

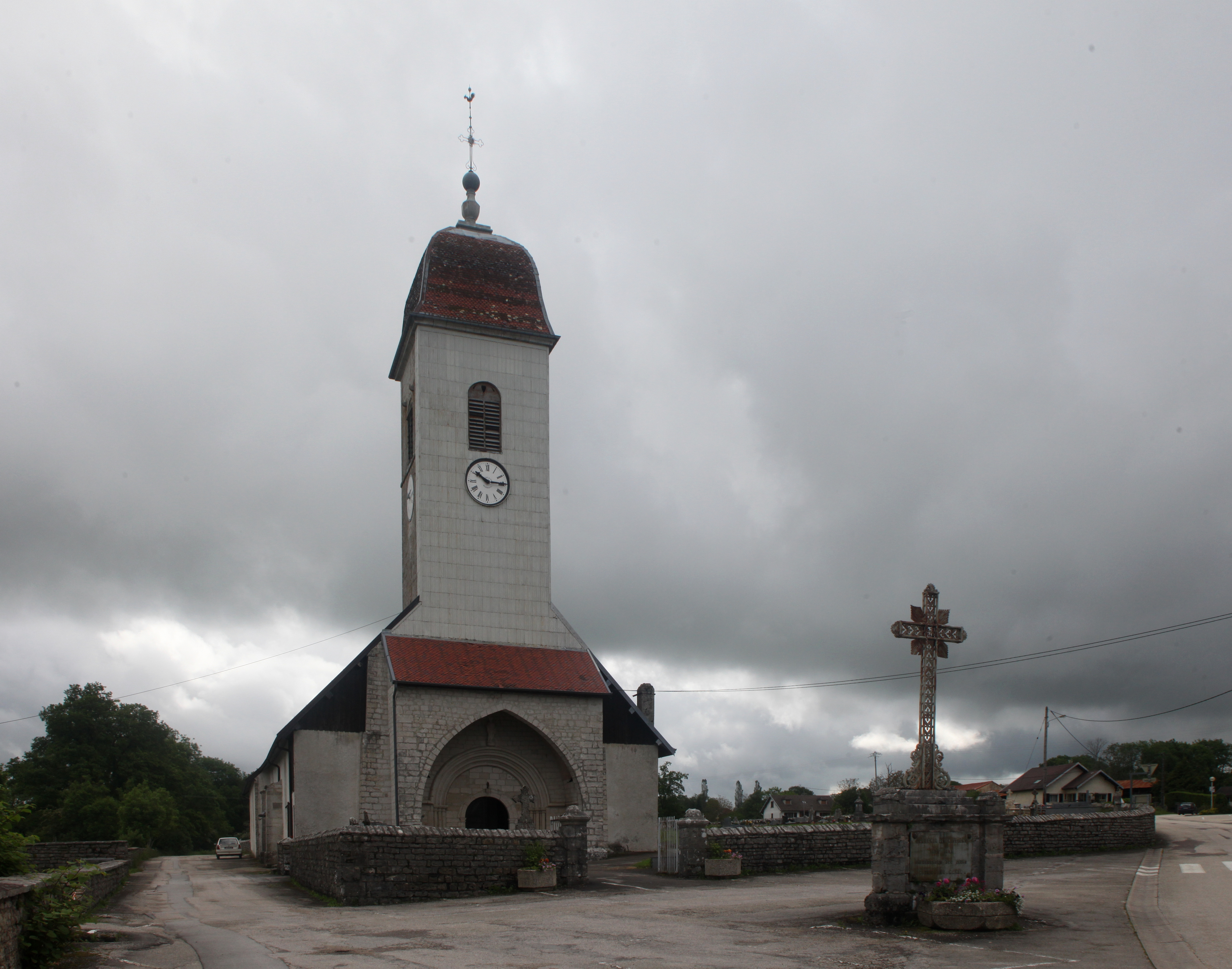
Église.
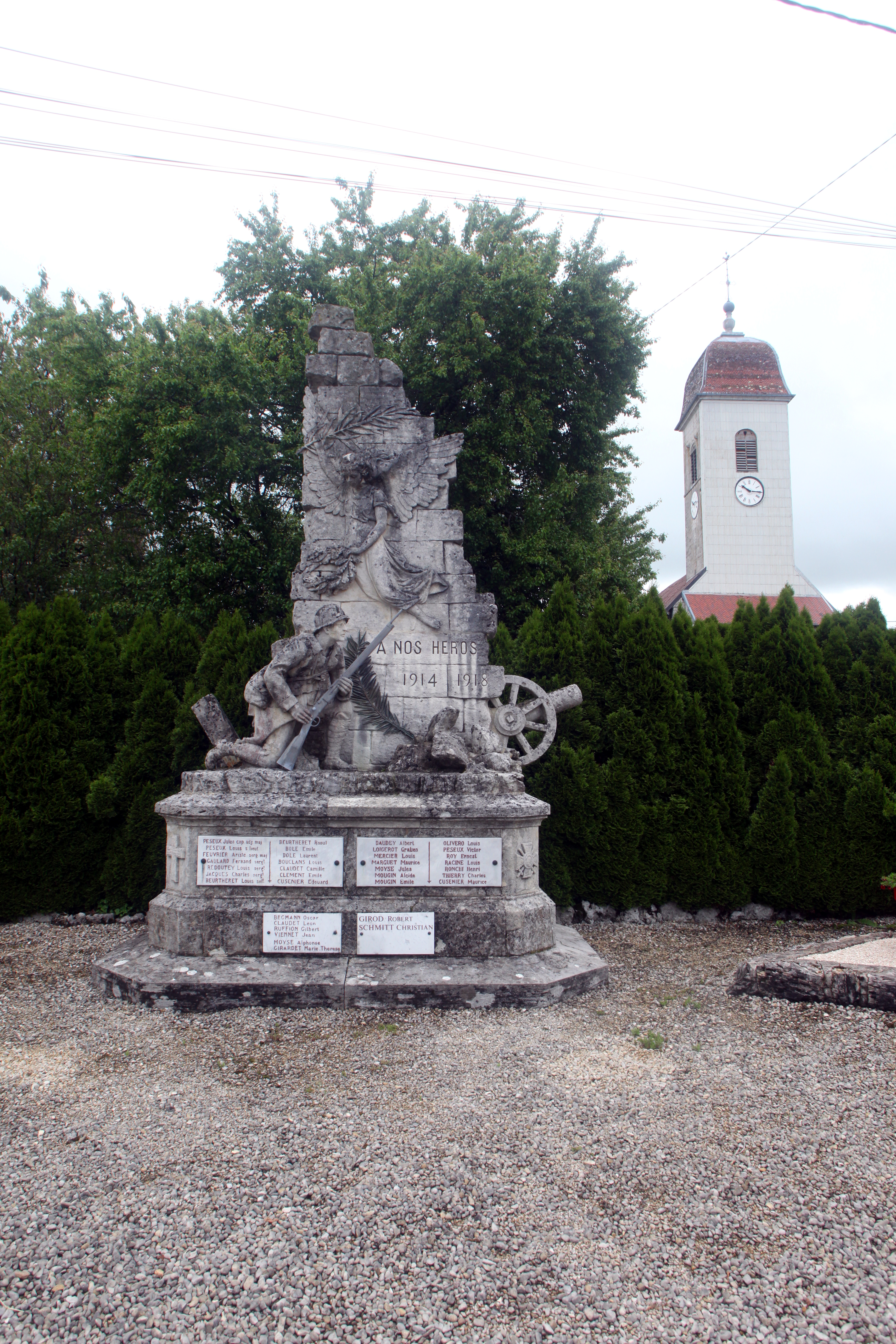
Monument aux morts.
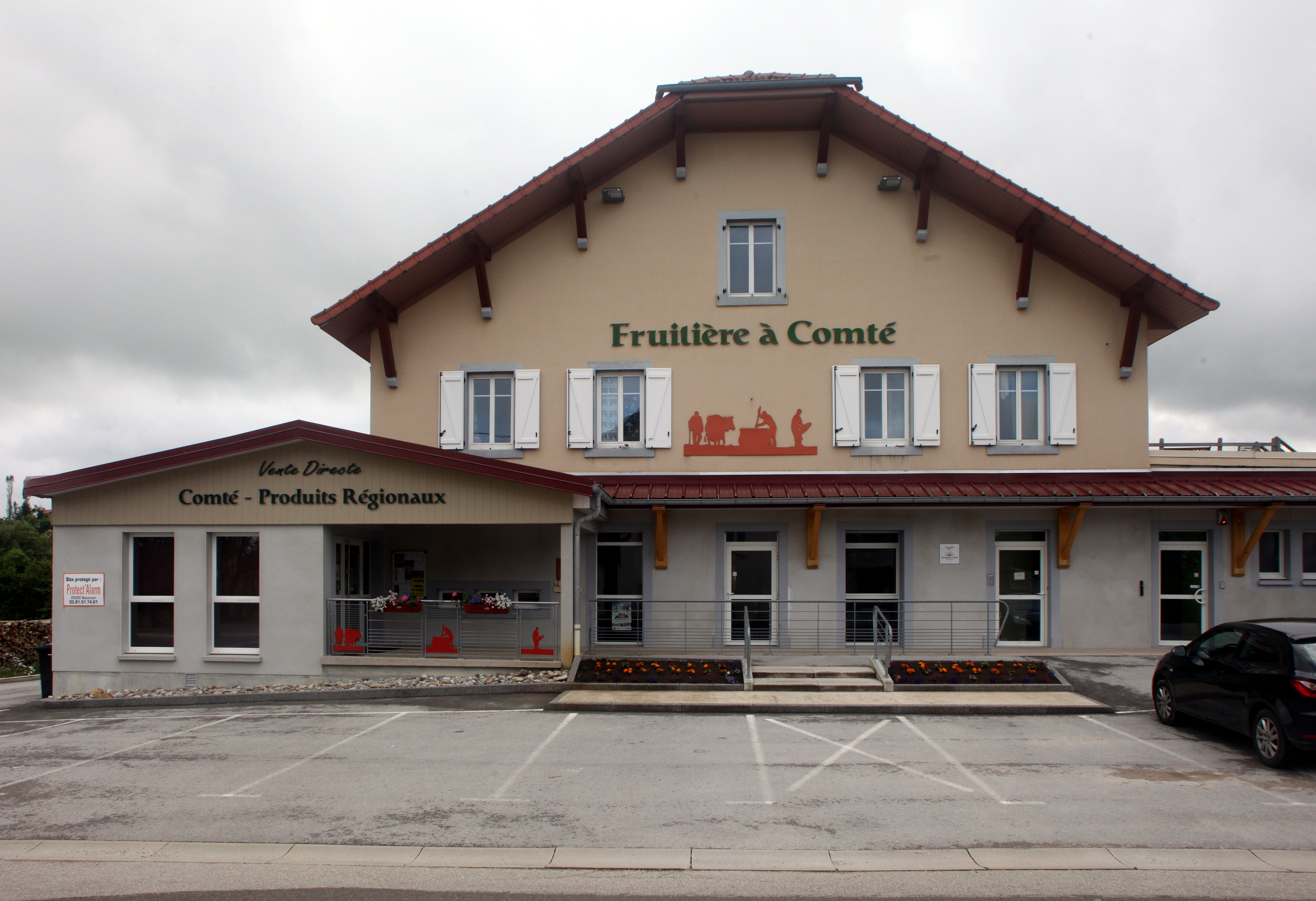
Fruitière.
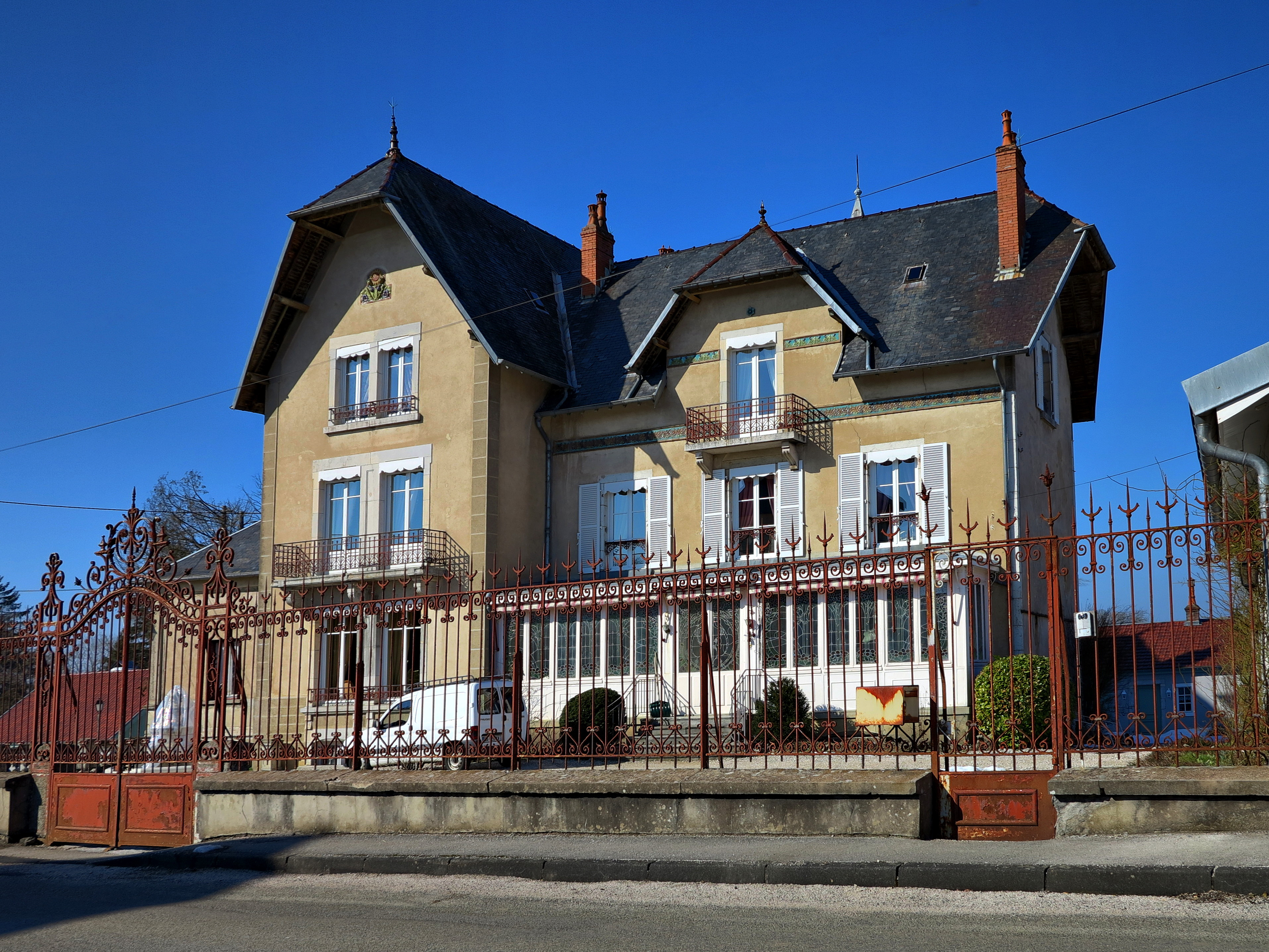
Maison d'Élisée Cusenier.
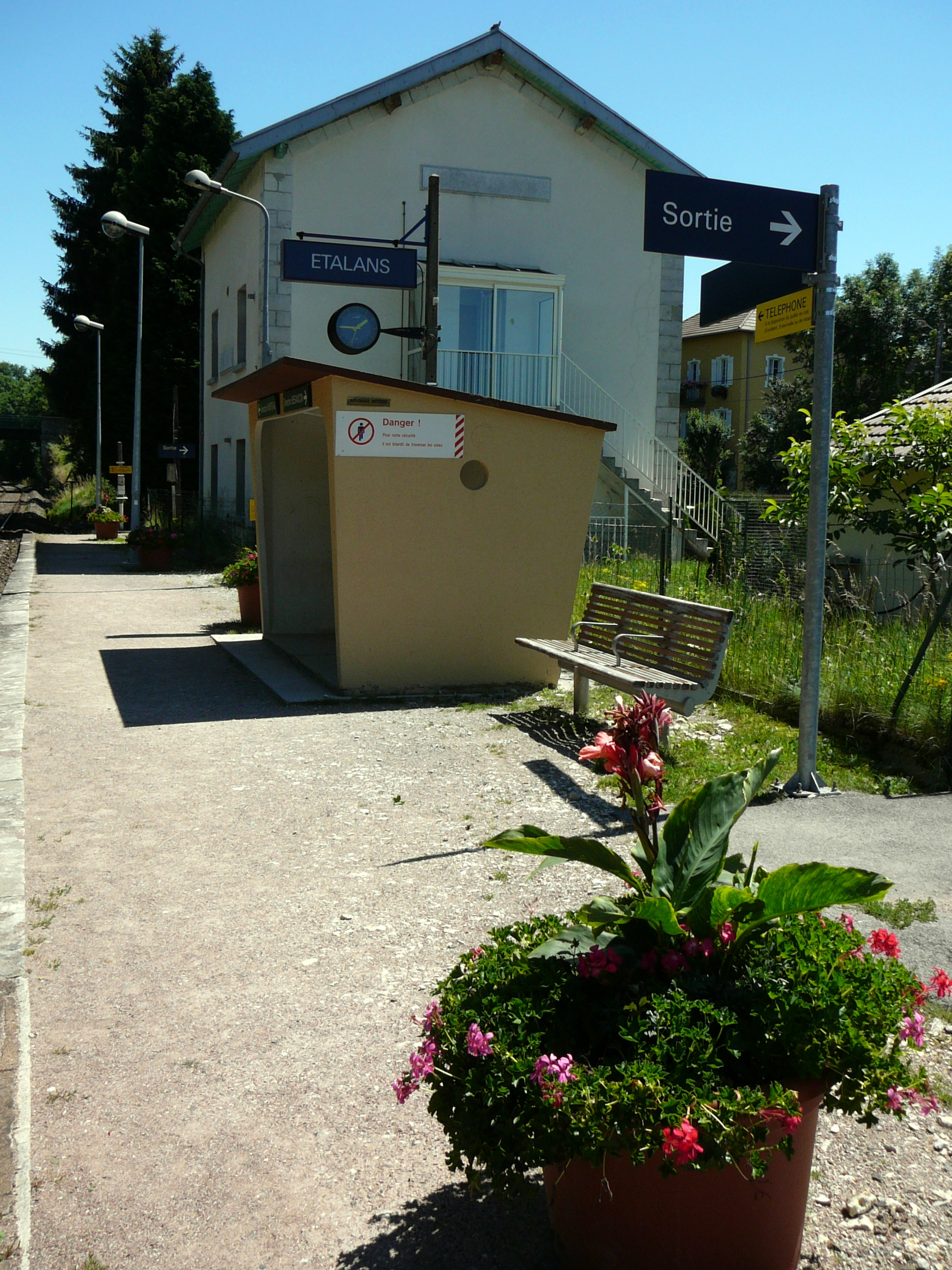
Gare.